# 37865 Georgesattard
37865 Georgesattard este o planetă minoră (asteroid), cu un diametru de 3,138 km, din centura de asteroizi. A fost descoperită pe 28 martie 1998 la centre de recherches en géodynamique et astrométrie⁠(d) de OCA-DLR Asteroid Survey⁠(d). 
Obiectul prezintă o orbită caracterizată de o semiaxă mare de 2,5978908 UAi, o excentricitate de 0,15, o înclinație de 13,83206 ° în raport cu ecliptica.